# 제파 (프로게이머)
제파(본명: 이재민, 1988년 2월 4일 ~ )는 대한민국의 전직 리그 오브 레전드 프로게이머이다. 현재 프로게임단 지도자로 Dplus KIA의 감독으로 활동하고 있다. 선수 시절 아이디는 Zefa이며 포지션은 AD 캐리였다.

## 선수 시절
2013년 6월 21일, 나진 화이트 실드에 입단하면서 프로 커리어를 시작했다. 서머 시즌 팀의 주전 원딜로 활동하면서 팀의 8강 진출에 기여했다.
2014 스프링 시즌에서는 무난한 모습을 보여주면서 팀의 준우승에 기여했지만 MVP 포인트를 하나도 받지 못하기도 했다. 서머 시즌에서는 챔피언스에서는 8강에서 탈락했지만 NLB에서는 팀의 3위에 기여했다. 롤드컵에 참가했지만 8강에서 탈락했다.
2015시즌을 앞두고 나진의 통합팀에 합류했다. 2015시즌에서는 오뀨에 밀리면서 서브 선수로 활동했다. 2015 케스파컵을 앞두고 육종암에 걸려 현역 은퇴를 선언했다.

## 지도자 생활
2016년 6월, 콩두 몬스터의 코치로 부임했다. 코치 부임 후 암이 재발했지만 다시 복귀했다.
2018시즌을 앞두고 아프리카 프릭스의 코치로 부임했다. 2018년 아시안 게임에 참가하는 리그 오브 레전드 대표팀 코치로 합류하기도 했다.
2019시즌을 앞두고 SK텔레콤 T1의 코치로 부임했다.
2020시즌을 앞두고 담원 게이밍의 코치로 부임했다. 이후 김목경 감독이 물러남에 따라 담원의 감독으로 승격되었다. 서머 시즌 담원의 상승세를 앞세우면서 팀의 우승에 기여했다. 롤드컵에서도 담원의 상승세에 기여하면서 팀의 롤드컵 우승에 기여했다.
2021시즌을 앞두고 T1의 코치로 부임했다. T1에서는 팀이 부진에 빠졌으며 2021년 7월 15일, 팀에서 퇴단했다.
2022시즌을 앞두고 DWG KIA의 코치로 부임했다. 2022시즌 종료 후 코치직에서 물러났다.
2024시즌을 앞두고 Dplus KIA의 감독으로 부임했다.

## 소속팀

### 선수
| # | 팀명             | 소속 기간               | 소속 리그 | 비고 |
| - | ---------------- | ----------------------- | --------- | ---- |
| 1 | 나진 화이트 실드 | 2013.06.21 ~ 2015.11.30 | LCK       |      |

### 지도자
| # | 팀명            | 직책 | 소속 기간               | 소속 리그 | 비고 |
| - | --------------- | ---- | ----------------------- | --------- | ---- |
| 1 | 콩두 몬스터     | 코치 | 2016.06.27 ~ 2017.12.01 | LCK       |      |
| 2 | 아프리카 프릭스 | 코치 | 2017.12.06 ~ 2018.11.20 | LCK       |      |
| 3 | SK텔레콤 T1     | 코치 | 2018.12.03 ~ 2019.11.20 | LCK       |      |
| 4 | 담원 게이밍     | 코치 | 2019.11.27 ~ 2020.05.27 | LCK       |      |
| 5 | 담원 게이밍     | 감독 | 2020.05.27 ~ 2020.11.13 | LCK       |      |
| 6 | T1              | 코치 | 2020.11.13 ~2021.07.15  | LCK       |      |
| 7 | DWG KIA         | 코치 | 2021.11.23~2022.11.16   | LCK       |      |
| 8 | Dplus KIA       | 감독 | 2023.11.21~             | LCK       |      |

## 수상 내역

### 선수
- 핫식스 리그 오브 레전드 챔피언스 스프링 2014 준우승
- 리그 오브 레전드 월드 챔피언십 2014 8강

### 지도자
- 리그 오브 레전드 챔피언스 코리아 2018 스프링 준우승
- 리그 오브 레전드 월드 챔피언십 2018 8강
- 2018년 아시안 게임 리그 오브 레전드 종목 은메달
- 2019 리그 오브 레전드 챔피언스 코리아 스프링 우승
- 미드 시즌 인비테이셔널 2019 4강
- 2019 우리은행 리그 오브 레전드 챔피언스 코리아 서머 우승
- 리그 오브 레전드 월드 챔피언십 2019 4강
- 2020 리그 오브 레전드 챔피언스 코리아 서머 Best Coach
- 2020 리그 오브 레전드 챔피언스 코리아 서머 우승
- 리그 오브 레전드 월드 챔피언십 2020 우승
- 2022년 항저우 아시안 게임 e스포츠 리그 오브 레전드 금메달 (대한민국)